# Joaquim Antonio de Oliveira Botelho
Joaquim Antonio de Oliveira Botelho (Bahia, 1862 – Rio de Janeiro, 3 de julho de 1948) foi um médico brasileiro.
Doutorado em medicina pela Faculdade de Medicina do Rio de Janeiro. Foi eleito membro da Academia Nacional de Medicina em 1897, com o número acadêmico 174, na presidência de Agostinho José de Sousa Lima.